# Окружна (Пряшів)
Окружна (словац. Okružná) — село в окрузі Пряшів Пряшівського краю Словаччини. Площа села 11,52 км². Станом на 31 грудня 2016 року в селі проживав 481 житель.
Розміщене в передгір'ї Солоних гір.

## Історія
Перші згадки про село датуються 1359 роком.

## Населення
| Рік:            | 1994. | 2004.    | 2014.   | 2024.    |
| --------------- | ----- | -------- | ------- | -------- |
| Кількість осіб: | 390   | 443      | 479     | 541      |
| Різниця:        |       | +13,58 % | +8,12 % | +12,94 % |

| Рік:            | 2023. | 2024.   |
| --------------- | ----- | ------- |
| Кількість осіб: | 530   | 541     |
| Різниця:        |       | +2,07 % |